# Mullerornis
Mullerornis (лат.) — род вымерших птиц семейства эпиорнисовых (Aepyornithidae). Род назван в честь Жоржа Мюллера, французского исследователя, который был убит в 1892 году воинственным малагасийским племенем сакалава.
Птицы жили на Мадагаскаре в течение плейстоцена — голоцена. Кость, которая, возможно, принадлежит мюллерорнису, согласно радиоуглеродному методу датирования, датируется 1260 годом. Так что эти птицы существовали ещё в начале второго тысячелетия.

## Виды
- Mullerornis agilis Milne-Edwards & Grandidier, 1894[2]
- Mullerornis betsilei Milne-Edwards & Grandidier, 1894[2]
- Mullerornis rudis Milne-Edwards & Grandidier, 1894[3][2][4]